# Jess Piasecki
Jess Piasecki, z domu Coulson (ur. 18 kwietnia 1990) – brytyjska lekkoatletka specjalizująca się w biegach długodystansowych.
Na międzynarodowej imprezie zadebiutowała w 2006 roku zajmując 14. miejsce w mistrzostwach Europy w biegach przełajowych. W 2007 bez większych sukcesów uczestniczyła w mistrzostwach świata w przełajach oraz była siódma w biegu na 3000 metrów podczas mistrzostw Europy juniorów w Hengelo. Na koniec sezonu 2012 zdobyła dwa medale (złoto indywidualnie oraz srebro drużynowo) mistrzostw Europy w biegach przełajowych w kategorii młodzieżowców.
Rekord życiowy: bieg na 3000 metrów – 9:11,28 (9 sierpnia 2015, Szczecin).

## Osiągnięcia indywidualne
| Rok  | Impreza                                   | Miejsce                | Konkurencja        | Pozycja     | Wynik    |
| ---- | ----------------------------------------- | ---------------------- | ------------------ | ----------- | -------- |
| 2006 | Mistrzostwa Europy w biegach przełajowych | San Giorgio su Legnano | bieg juniorek      | 14. miejsce | 13:30    |
| 2007 | Mistrzostwa świata w biegach przełajowych | Mombasa                | bieg juniorek      | 26. miejsce | 22:38    |
| 2007 | Mistrzostwa Europy juniorów               | Hengelo                | bieg na 3000 m     | 7. miejsce  | 9:25,53  |
| 2012 | Mistrzostwa Europy w biegach przełajowych | Budapeszt              | bieg młodzieżowców | 1. miejsce  | 20:40    |
| 2015 | Puchar Europy w biegu na 10 000 metrów    | Cagliari               | bieg na 10 000 m   | 4. miejsce  | 33:03,03 |
| 2018 | Mistrzostwa Europy w biegach przełajowych | Tilburg                | bieg seniorek      | 10. miejsce | 27:03    |
| 2019 | Mistrzostwa świata w biegach przełajowych | Aarhus                 | bieg seniorek      | 36. miejsce | 39:20    |
| 2021 | Igrzyska olimpijskie                      | Tokio                  | maraton            | 71. miejsce | 2:55:39  |
| 2022 | Mistrzostwa świata                        | Eugene                 | maraton            | 12. miejsce | 2:28:41  |